# مقاطع ساختمانی توخالی
مقاطع ساختمانی توخالی (H.S.S) نوعی پروفیل فلزی با سطح مقطع توخالی است. واژه H.S.S مخفف (Hollow structural section) مقطع بسته‌ای (تیوبلار) است که به شیوه نورد سرد (کلد فرم) تولید شده و در ساختمان پلها، استادیومها، مراکز خرید و تجاری و همچنین واحدهای مسکونی به کار برده می‌شود. این مقاطع در فرم‌های مربع، مستطیل و دایروی تولید می‌شوند. در سال‌های اخیر استفاده از مقاطع ساختمانی توخالی به خاطر ویژگی‌های ظاهری و خواص مکانیکی آن، شاهد پیشرفت چشمگیری بوده‌است. معماران به این مقاطع به خاطر خواص ویژه آن، لقب متریال قرن بیست و یک را داده‌اند.

## تاریخچه تولید

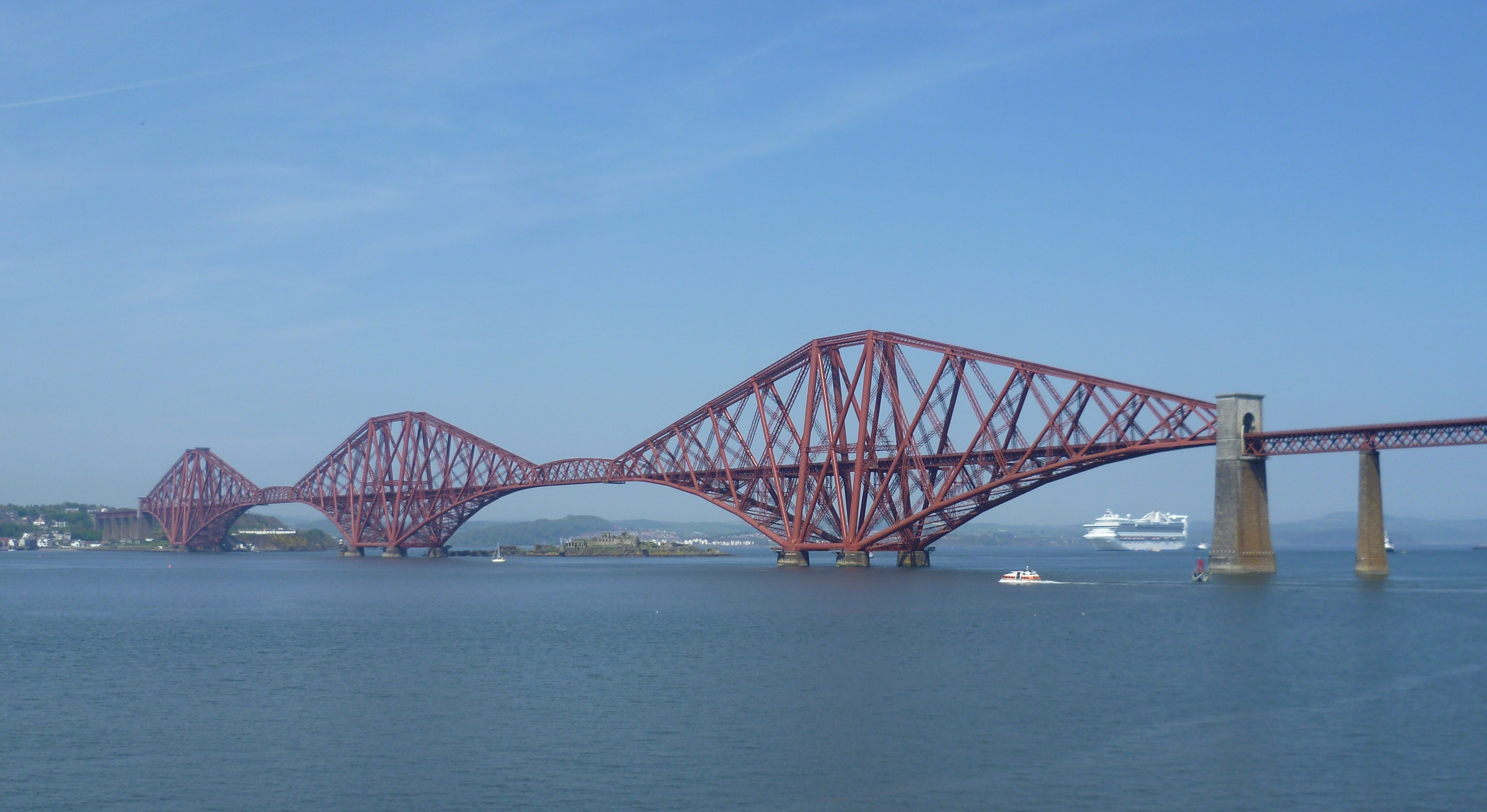
نمایی از پل Firth of Forth در کشور اسکاتلند

انسان از دیرباز با علم به خواص ویژه مقاطع تیوبلار از آن به شکل‌های مختلف استفاده نموده‌است. یکی از برجسته‌ترین نمونه‌های موجود، پل «فُرس آو فِرس» است که در سال 1890 در اسکاتلند با استفاده از مقاطع ساختمانی فولادی ساخته شده‌است(تصویر روبرو).
در سال 1886 برادران مانسمان موفق به تولید اولین نمونه‌های لوله‌های بدون درز شدند. تولید لوله‌های درزدار با پیشرفت فرایند جوشکاری پیوسته در سال 1930 به وسیلهٔ «فرتز مون» (Fretz Moon) در آمریکا توسعه یافت. در خلال جنگ دوم جهانی، تکنولوژی جوش به تکامل رسید و در سال 1952 برای اولین بار مقاطع توخالی چهارگوش از نورد لوله توسط «استیوارت» و «لویدز» تولید شد و تاکنون روش معمول تولید مبتنی بر همین اصول می‌باشد.
در حال حاضر مقاطع ساختمانی توخالی به صورت درزجوش و عمدتاً به شیوه جوش ERW تولید می‌شوند. کارخانجات نورد و پروفیل ساوه و هم چنین شرکت فولاد ماشین و شرکت فولادگستر آتنااز جمله شرکت‌هایی هستند که این مقاطع نوین ساختمانی را تولید می‌کنند.

## روش‌های تولید مقاطع ساختمانی توخالی
پروسه تبدیل ورق به مقاطع ساختمانی (H.S.S) نتیجه فرایندی شامل فرمینگ، جوش و سایزینگ می‌باشد. در حال حاضر از 3 شیوه برای تولید این مقاطع استفاده می‌گردد:

### تبدیل لوله به ستون باکس
در روش تبدیل لوله به ستون باکس، ابتدا ورق با عرض لازم با توجه به مقطع مورد نظر وارد دروازه‌های فرمینگ می‌شود. در این دروازه‌ها، ورق با عبور از چند مرحله فرم دهی به لوله تبدیل می‌شود. سپس درز میانی آن به شیوه «ERW» جوش می‌شود و بعد از خنک کاری با عبور از دروازه‌های سایزینگ به مقطع چهارگوش با فرم و سایز مورد نظر تبدیل می‌گردد. از این روش برای تولید مقاطع تا سایز 500×400 استفاده می‌شود.

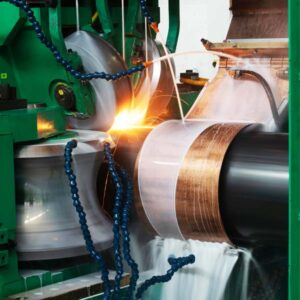
دستگاه جوش ERW (کارخانه فولادگستر اتنا)

### روش تولید مستقیم

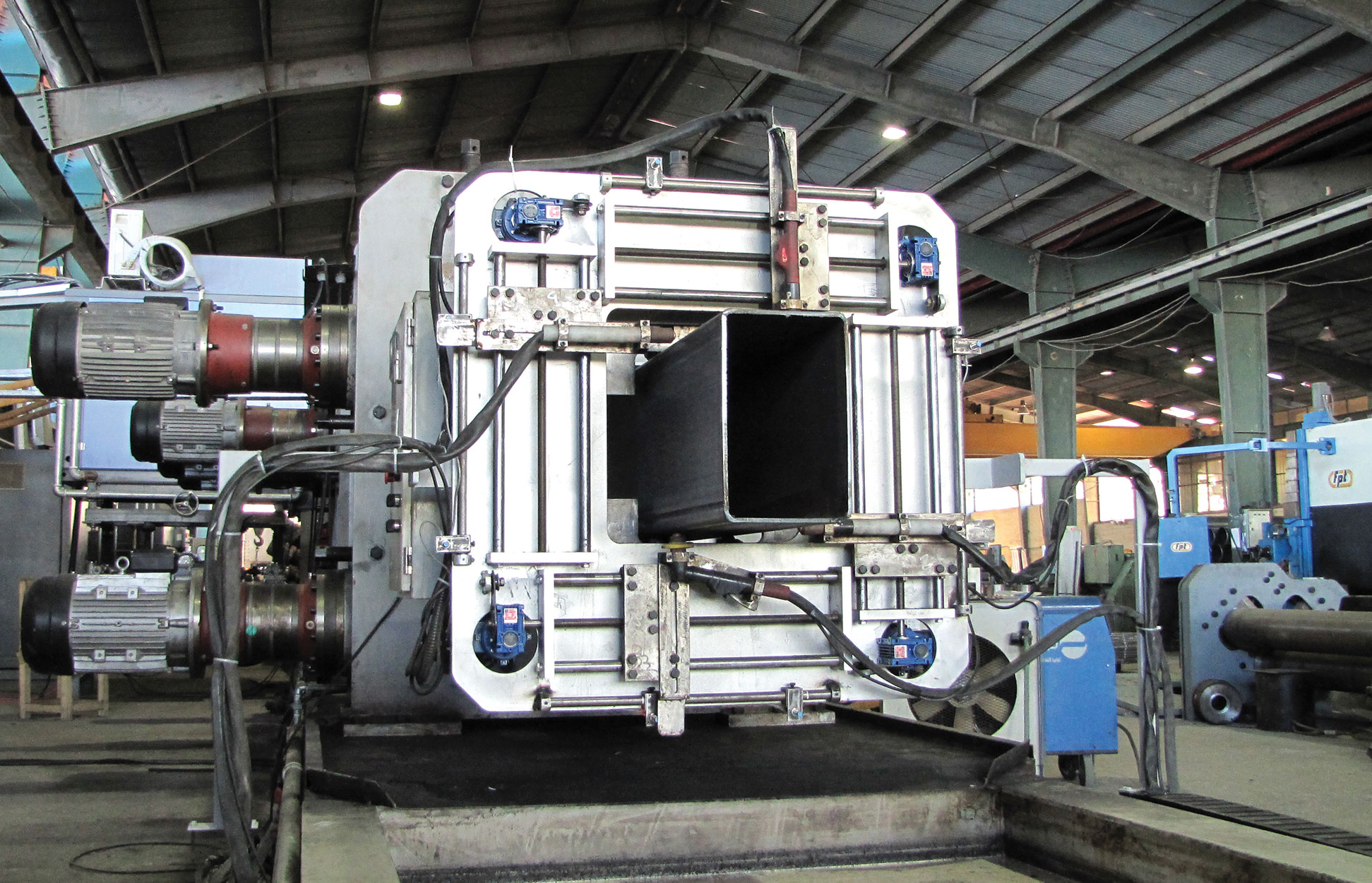
روش تولید مستقیم مقاطع ساختمانی توخالی در صنایع فولادماشین

در این روش ورق صاف پس از برش لبه‌ها با عبور از دروازه‌های متعدد، توسط قالب‌های فرم دهنده در چهار نقطه (4وجه ستون) خم می‌شود و به فرم مربع یا مستطیل در می‌آید. سپس درز میانی با شیوه ERW جوش می‌شود. پس از خنک کاری، با عبور از دروازه‌های سایزینگ، فرم نهایی محصول به دست می‌آید.
در این شیوه تنها چهار گوشه ستون فرم دهی می‌شوند و مابقی سطوح بدون تغییر فیزیکی می‌مانند در حالی که در شیوه اول (تبدیل لوله به ستون باکس)، تمام سطوح ورق مورد سردکاری و فرم دهی قرار می‌گیرند. این ویژگی یکی از مزیت‌های مهم روش تولید مستقیم ستون باکس می‌باشد.

### تولید دو تکه
در این شیوه، دو تکه همسان از ورق صاف توسط پرس برک (یا شیوه‌های دیگر) خم شده و دو نیمه تشکیل دهنده مقطع را می‌سازند. این دو نیمه سپس توسط جوشکاری «زیر پودری» (SAW) در محل درزها به هم جوش می‌شوند و تشکیل باکس یکپارچه را می‌دهند.
بدیهی است که این شیوه تولید یکپارچه و مداوم نیست و سرعت تولید آن نیز پایین می‌باشد. در ضمن در عمل، تولید ستون‌های یکپارچه با طول بیش از 6 متر بسیار دشوار و غیر اقتصادی می‌باشد.
عمده کاربرد این شیوه، تولید مقاطع با سایز و ضخامت بالا (بیش از mm 20) می‌باشد.

## مقایسه روش رایج با مقاطع ساختمانی توخالی
جهت آشنایی بیشتر با مزایای استفاده از مقاطع ساختمانی H.S.S در این قسمت به مقایسه جزئیات اجرای این روش با روش سنتی ساخت ستون باکس می‌پردازیم.
- حجم جوش در شیوه مرسوم به علت داشتن 4 خط جوش و لزوم نصب استیفنر‌ها، بیش از 4 برابر جوشکاری در شیوه تولید H.S.S است که دارای تنها یک درز جوش است و بدون استیفنر ساخته می‌شود.
- کیفیت جوش در شیوه سنتی، به دلیل زیر پودری(SAW) یا دستی(CAW) بودن جوش کاری، بسیار پایین‌تر از جوش مورد استفاده در تولید مقاطع ساختمانی H.S.S (جوش ERW) است.
- هزینه تمام شده، می‌توان مهم‌ترین مزیت استفاده از مقاطع ساختمانی را، کاهش هزینه‌های تمام شده عنوان نمود. با رشد روز افزون هزینه‌های تولید، استفاده از مقاطع ساختمانی به جای ستون‌های ساخته شده از ورق چهار وجه، تأثیر غیرقابل انکاری بر روی هزینه تمام شده اسکلت دارد.
- سرعت تولید در شیوه سنتی، بسیار زمان بر و کند است. به‌طور مثال ساخت هر ستون 12 متری در سایز 400×400 توسط یک تیم 5 نفره، حدود 2 روز کاری به طول می‌انجامد. در شیوه تولید H.S.S به علت ماشینی بودن تولید، می‌توان ستون با ابعاد ذکر شده را در مدت زمان کمتر از 2 دقیقه تولید نمود.
- تولید در طول دلخواه، از آنجایی که طول ورق‌های موجود معمولاً 6 متر است، تولید ستون با طول بیشتر، در شیوه سنتی مستلزم برش کاری، تسمه‌سازی و جوش چند قطعه به یکدیگر است. در نتیجه امکان تولید ستون‌های یکپارچه در طول زیاد وجود ندارد. ولی در شیوه H.S.S به دلیل استفاده از رول در فرایند تولید، می‌توان ستون یکپارچه به اندازه دلخواه تولید نمود.
- تنش گوشه ها، در شیوه مرسوم ساخت ستون، چهار درز جوش طولی در گوشه‌های ستون، پلیت‌ها را به هم متصل می‌کنند که این امر باعث ایجاد تنش در مقطع، مخصوصاً در 4 گوشه ستون می‌گردد. در پروسه تولید H.S.S تنها یک درز جوش در وسط یکی از اضلاع وجود دارد که کمترین میزان تنش را در مقطع ایجاد می‌کند.
- تأثیرات زیست محیطی، به خاطر کمتر بودن حجم جوشکاری (تولید گازهای آلاینده کمتر و تولید پسماند جوشکاری پایین تر) و مصرف انرژی کمتر، شیوه تولید H.S.S نسبت به شیوه سنتی بسیار پاک تر و دوست دار محیط زیست می‌باشد.
- امکان پرکردن مقاطع H.S.S با بتن (ستون کامپوزیت)، به دلیل الزام نصب استیفنر داخلی در تولید ستون به شیوه رایج، عملاً پرکردن این مقاطع با بتن امکان‌پذیر نمی‌باشد. ولی در به‌کارگیری مقاطع ساختمانی (H.S.S) این محدودیت وجود ندارد.

## مزایای مهم HSS مدرن صنعتی
مقاطع HSS صنعتی نسبت به مقاطع سنتی ذکر شده مزایای بی شماری دارد که می‌توان به چند مزیت مهم آن اشاره کرد:
‌
- نسبت مقاومت به وزن بیشتر
- مقاومت پیچشی 200 برابر نسبت به مقاطع با جان باز مانند مقاطع IPE
- ایده آل ترین گزینه برای ستون به دلیل برابری شعاع ژیراسیون در دو جهت
- کیفیت بالای جوش به دلیل استفاده از جوش ERW  که نیازی به الکترود ندارد.
- ساخت سازه های سبک تر و عملکرد بهتر در مقابل زلزله
- ظاهری زیبا تر در ساخت و سازه های اکسپوز[۴]
- امکان تولید مقاطع در طول دلخواه بر اساس نیاز مشتری و محدودیت های ترافیکی
- امکان استفاده از HSS در مقاطع CFT
- سطح رویه کمتر آنها نسبت به مقاطع باز، باعث کاهش مصرف رنگ و همچنین تمیز کردن راحت تر می شود.
- مقاطع HSS علاوه بر حل مشکلات فنی مقاطع دوبل خصوصا کمانش موضعی در محل اتصالات، از لحاظ اقتصادی باعث کاهش هزینه حدود 20 درصدی سازه به تناسب سیستم بالابر جانبی مورد استفاده می شوند.

## دلایل عدم رواج H.S.S در ایران
با وجود گسترش روزافزون استفاده از H.S.S در سایر کشور ها، استفاده از این مقاطع در ایران هنوز توسعه نیافته‌است. از مهم‌ترین دلایل عدم رواج این نوع مقطع ساختمانی می‌توان به موارد زیر اشاره نمود:

### عدم تولید داخلی
اولین و مهم‌ترین دلیل عدم استفاده از مقطع توخالی به عنوان اسکلت ساختمان این است که این مقاطع در کشور تولید نمی‌شده‌است و تولیدکننده‌ای تکنولوژی ساخت این مقاطع را دارا نبوده‌است. در چند سال اخیر با توجه به نیاز صنایع داخلی به این مقاطع، شرکت‌هایی با برنامه‌ریزی و مدیریت صحیح، موفق به تولید و عرضه این مقاطع شده‌اند.
تولیدکنندگان خارجی این محصول نیز محدود به چند کشور صنعتی بزرگ از جمله آمریکا، چین و ژاپن می‌باشند و با توجه به قیمت بالای این محصول در این کشورها، واردات این محصول از نظر اقتصادی به صرفه نبوده و به همین جهت این محصول تاکنون در بازار داخلی موجود نبوده‌است.

### دشوار بودن اتصال
روش‌های معمول اتصالات صلب مقطع H.S.S، دشوار و پرهزینه است و در اجرا دقت پایینی دارد. لذا استقبال عمومی برای استفاده از این اتصالات فولادی نسبتاً کم بوده‌است.
جهت تکمیل پروژه عرضه مقاطع ساختمانی H.S.S و فراگیر نمودن استفاده از این مقطع، اتصال فوق مدرن ConXL توسط برخی شرکت‌های داخلی ارائه گردیده‌است تا ضمن از میان برداشتن دشواری‌های اتصال صلب مقاطع H.S.S، با کاهش هزینه‌ها و بالا بردن ضریب ایمنی، راه را برای توسعه استفاده از این مقطع هموار سازد.